# 19 Возничего
19 Возничего (лат. 19 Aurigae, HD 34578) — одиночная звезда в созвездии Возничего на расстоянии (вычисленном из значения параллакса) приблизительно 3577 световых лет (около 1097 парсеков) от Солнца. Видимая звёздная величина звезды — +5,03m. Возраст звезды оценивается как около 36 млн лет.

## Характеристики
19 Возничего — белый яркий гигант спектрального класса A5II+. Масса — около 7,8 солнечных, радиус — около 15 солнечных, светимость — около 7057 солнечных. Эффективная температура — около 8300 К.